# Lacapelle-Cabanac
Pour les articles homonymes, voir Lacapelle et Cabanac (homonymie).
Lacapelle-Cabanac est une commune française, située dans le sud-ouest du département du Lot en région Occitanie.
Elle est également dans le Quercy Blanc, une région naturelle correspondant à la partie méridionale du Quercy, devant son nom à ses calcaires lacustres du Tertiaire.
Exposée à un climat océanique altéré, elle est drainée par divers petits cours d'eau.
Lacapelle-Cabanac est une commune rurale qui compte 172 habitants en 2022, après avoir connu un pic de population de 524 habitants en 1821. Ses habitants sont appelés les Capellois ou Capelloises.

## Géographie
Commune rurale située dans le domaine viticole des vins de Cahors, elle s'étale des rives du Lot jusqu'au plateau.

### Communes limitrophes
Lacapelle-Cabanac est limitrophe de cinq autres communes.
Les communes limitrophes sont  Floressas, Mauroux, Sérignac, Touzac et Vire-sur-Lot.
|         | Touzac            | Vire-sur-Lot |
|         | Lacapelle-Cabanac | Floressas    |
| Mauroux | Sérignac          |              |

### Hydrographie
La commune est arrosée par le Lot et ses affluents la Lissourgues et le Ruisseau de Saint-Matré.

### Géologie et relief
La superficie de la commune est de 1 869 hectares ; son altitude varie de 80  à   274 mètres.

### Voies de communication et transports
Accès avec les routes départementales D 5 et D 65.

### Milieux naturels et biodiversité
Aucun espace naturel présentant un intérêt patrimonial n'est recensé sur la commune dans l'inventaire national du patrimoine naturel,,.

### Risques majeurs
Le territoire de la commune de Lacapelle-Cabanac est vulnérable à différents aléas naturels : météorologiques (tempête, orage, neige, grand froid, canicule ou sécheresse), inondations, feux de forêts, mouvements de terrains et séisme (sismicité très faible). Il est également exposé à un risque technologique, la rupture d'un barrage. Un site publié par le BRGM permet d'évaluer simplement et rapidement les risques d'un bien localisé soit par son adresse soit par le numéro de sa parcelle.

#### Risques naturels
Certaines parties du territoire communal sont susceptibles d’être affectées par le risque d’inondation par débordement de cours d'eau, notamment La cartographie des zones inondables en ex-Midi-Pyrénées réalisée dans le cadre du XIe Contrat de plan État-région, visant à informer les citoyens et les décideurs sur le risque d’inondation, est accessible sur le site de la DREAL Occitanie. La commune a été reconnue en état de catastrophe naturelle au titre des dommages causés par les inondations et coulées de boue survenues en 1982, 1993 et 1999,.
Lacapelle-Cabanac est exposée au risque de feu de forêt. Un plan départemental de protection des forêts contre les incendies a été approuvé par arrêté préfectoral le 30 novembre 2015 pour la période 2015-2025. Les propriétaires doivent ainsi couper les broussailles, les arbustes et les branches basses sur une profondeur de 50 mètres, aux abords des constructions, chantiers, travaux et installations de toute nature, situées à moins de 200 mètres de terrains en nature
de bois, forêts, plantations, reboisements, landes ou friches. Le brûlage des déchets issus de l’entretien des parcs et jardins des ménages et des collectivités est interdit. L’écobuage est également interdit, ainsi que les feux de type méchouis et barbecues, à l’exception de ceux prévus dans des installations fixes (non situées sous couvert d'arbres) constituant une dépendance d'habitation.

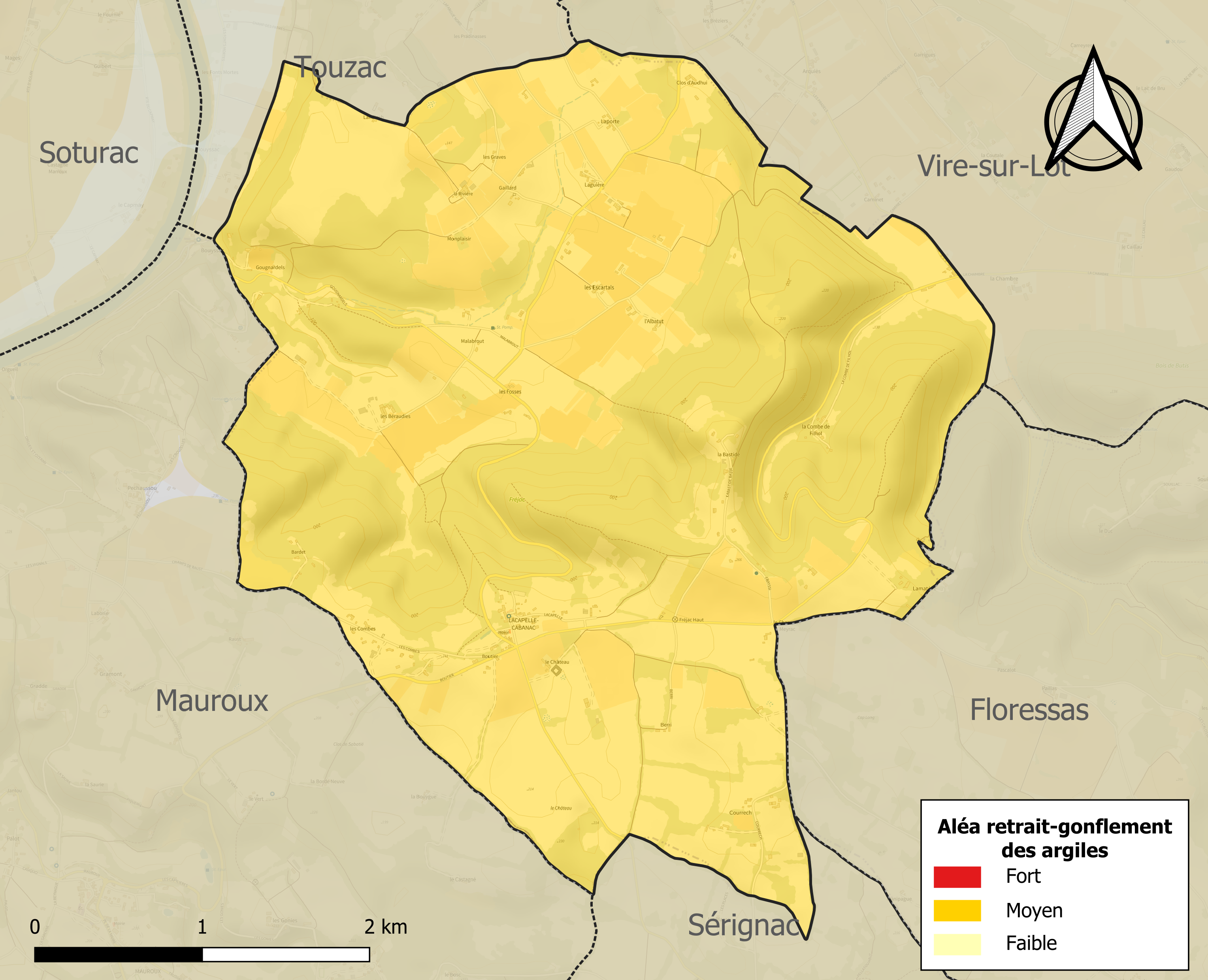
Carte des zones d'aléa retrait-gonflement des sols argileux de Lacapelle-Cabanac.

Les mouvements de terrains susceptibles de se produire sur la commune sont des affaissements et effondrements liés aux cavités souterraines (hors mines), des éboulements, chutes de pierres et de blocs, des glissements de terrain et des tassements différentiels. Par ailleurs, afin de mieux appréhender le risque d’affaissement de terrain, l'inventaire national des cavités souterraines permet de localiser celles situées sur la commune.
Le retrait-gonflement des sols argileux est susceptible d'engendrer des dommages importants aux bâtiments en cas d’alternance de périodes de sécheresse et de pluie. La totalité de la commune est en aléa moyen ou fort (67,7 % au niveau départemental et 48,5 % au niveau national). Sur les 117 bâtiments dénombrés sur la commune en 2019, 117 sont en aléa moyen ou fort, soit 100 %, à comparer aux 72 % au niveau départemental et 54 % au niveau national. Une cartographie de l'exposition du territoire national au retrait gonflement des sols argileux est disponible sur le site du BRGM,.
Par ailleurs, afin de mieux appréhender le risque d’affaissement de terrain, l'inventaire national des cavités souterraines permet de localiser celles situées sur la commune.
Concernant les mouvements de terrains, la commune a été reconnue en état de catastrophe naturelle au titre des dommages causés par des mouvements de terrain en 1999.

#### Risques technologiques
La commune est en outre située en aval des barrages de Grandval et de Sarrans, des ouvrages de classe A disposant d'une retenue de respectivement 270,6 millions et 296 millions de mètres cubes,. À ce titre elle est susceptible d’être touchée par l’onde de submersion consécutive à la rupture d'un de ces ouvrages.

## Urbanisme

### Typologie
Au 1er janvier 2024, Lacapelle-Cabanac est catégorisée commune rurale à habitat très dispersé, selon la nouvelle grille communale de densité à sept niveaux définie par l'Insee en 2022.
Elle est située hors unité urbaine et hors attraction des villes,.

## Toponymie
Le toponyme Lacapelle-Cabanac est basé, pour sa première partie, sur le latin Capella qui désigne une chapelle. Cabanac, d'origine gallo-romaine, est basé sur un anthroponyme gaulois Cavannus ou du surnom Capannus. La terminaison -ac est issue du suffixe gaulois -acon (lui-même du celtique commun *-āko-), souvent latinisé en -acum dans les textes.

## Politique et administration

### Administration municipale
Le nombre d'habitants au recensement de 2011 étant compris entre 100 et 499, le nombre de membres du conseil municipal pour l'élection de 2014 est de onze,.

### Rattachements administratifs et électoraux
Commune faisant partie de l'arrondissement de Cahors de la communauté de communes de la Vallée du Lot et du Vignoble et du canton de Puy-l'Évêque.

### Liste des maires
| Période                                  | Période  | Identité                        | Étiquette | Qualité  |
| ---------------------------------------- | -------- | ------------------------------- | --------- | -------- |
| 1793                                     | 1796     | Antoine Saulou                  |           |          |
| 1796                                     | 1797     | Bernard Maratuech               |           |          |
| 1797                                     | 1797     | Jean Delbos                     |           |          |
| 1797                                     | 1799     | Pierre Carles                   |           |          |
| 1799                                     | 1800     | Pierre Maratuech                |           |          |
| 1800                                     | 1810     | Jean Louis Auguste Tribie       |           |          |
| 1810                                     | 1815     | Jean Delbos                     |           |          |
| 1815                                     | 1838     | Jean Soulie                     |           |          |
| 1838                                     | 1846     | Jean Lafargues                  |           |          |
| 1847                                     | 1892     | Guillaume François Eugène Dulac |           |          |
| 1892                                     | 1898     | J. Mauger (de)                  |           |          |
| mars 2002                                | 2005     | Anne Marie Touriol              |           |          |
| décembre 2005                            | 2008     | Marcel Cure                     |           |          |
| mars 2008                                | En cours | Thierry Simon                   |           | Vigneron |
| Les données manquantes sont à compléter. |          |                                 |           |          |

## Population et société

### Démographie
L'évolution du nombre d'habitants est connue à travers les recensements de la population effectués dans la commune depuis 1793. Pour les communes de moins de 10 000 habitants, une enquête de recensement portant sur toute la population est réalisée tous les cinq ans, les populations de référence des années intermédiaires étant quant à elles estimées par interpolation ou extrapolation. Pour la commune, le premier recensement exhaustif entrant dans le cadre du nouveau dispositif a été réalisé en 2005.

En 2022, la commune comptait 172 habitants, en évolution de +5,52 % par rapport à 2016 (Lot : +1,31 %, France hors Mayotte : +2,11 %).
| 1793 | 1800 | 1806 | 1821 | 1831 | 1836 | 1841 | 1846 | 1851 |
| ---- | ---- | ---- | ---- | ---- | ---- | ---- | ---- | ---- |
| 315  | 404  | 422  | 524  | 522  | 506  | 503  | 501  | 406  |

| 1856 | 1861 | 1866 | 1872 | 1876 | 1881 | 1886 | 1891 | 1896 |
| ---- | ---- | ---- | ---- | ---- | ---- | ---- | ---- | ---- |
| 394  | 392  | 399  | 373  | 393  | 344  | 327  | 299  | 275  |

| 1901 | 1906 | 1911 | 1921 | 1926 | 1931 | 1936 | 1946 | 1954 |
| ---- | ---- | ---- | ---- | ---- | ---- | ---- | ---- | ---- |
| 270  | 307  | 289  | 218  | 212  | 208  | 186  | 158  | 187  |

| 1962 | 1968 | 1975 | 1982 | 1990 | 1999 | 2005 | 2006 | 2010 |
| ---- | ---- | ---- | ---- | ---- | ---- | ---- | ---- | ---- |
| 140  | 129  | 174  | 167  | 179  | 150  | 148  | 147  | 163  |

| 2015 | 2020 | 2022 | - | - | - | - | - | - |
| ---- | ---- | ---- | - | - | - | - | - | - |
| 163  | 173  | 172  | - | - | - | - | - | - |

| selon la population municipale des années : | 1968 | 1975 | 1982 | 1990 | 1999 | 2006 | 2009 | 2013 |
| Rang de la commune dans le département      | 323  | 166  | 280  | 209  | 262  | 263  | 257  | 257  |
| Nombre de communes du département           | 340  | 340  | 340  | 340  | 340  | 340  | 340  | 340  |

### Enseignement
Lacapelle-Cabanac fait partie de l'académie de Toulouse.
L'éducation est assurée par la commune de Mauroux pour l'élémentaire puis par la commune de Sérignac.

### Activités sportives
Chasse, pétanque, randonnée pédestre,

### Écologie et recyclage
La collecte et le traitement des déchets des ménages et des déchets assimilés ainsi que la protection et la mise en valeur de l'environnement se font dans le cadre du SYDED.

## Économie

### Revenus
En 2018, la commune compte 68 ménages fiscaux, regroupant 141 personnes. La médiane du revenu disponible par unité de consommation est de 20 090 € (20 740 € dans le département).

### Emploi
|                | 2008  | 2013  | 2018  |
| -------------- | ----- | ----- | ----- |
| Commune        | 7,4 % | 5,7 % | 9,6 % |
| Département    | 7,3 % | 8,9 % | 9,6 % |
| France entière | 8,3 % | 10 %  | 10 %  |

En 2018, la population âgée de 15 à 64 ans s'élève à 90 personnes, parmi lesquelles on compte 75,5 % d'actifs (66 % ayant un emploi et 9,6 % de chômeurs) et 24,5 % d'inactifs,. Depuis 2008, le taux de chômage communal (au sens du recensement) des 15-64 ans est supérieur à celui du département, mais inférieur à celui de la France.
La commune est hors attraction des villes,. Elle compte 40 emplois en 2018, contre 38 en 2013 et 29 en 2008. Le nombre d'actifs ayant un emploi résidant dans la commune est de 62, soit un indicateur de concentration d'emploi de 64 % et un taux d'activité parmi les 15 ans ou plus de 50,3 %.
Sur ces 62 actifs de 15 ans ou plus ayant un emploi, 21 travaillent dans la commune, soit 34 % des habitants. Pour se rendre au travail, 76,9 % des habitants utilisent un véhicule personnel ou de fonction à quatre roues, 10,7 % s'y rendent en deux-roues, à vélo ou à pied et 12,3 % n'ont pas besoin de transport (travail au domicile).

### Activités hors agriculture
Dix-neuf établissements sont implantés à Lacapelle-Cabanac au 31 décembre 2019.
Le secteur des activités spécialisées, scientifiques et techniques et des activités de services administratifs et de soutien est prépondérant sur la commune puisqu'il représente 26,3 % du nombre total d'établissements de la commune (5 sur les 19 entreprises implantées à Lacapelle-Cabanac), contre 13,5 % au niveau départemental.

### Agriculture
La commune est dans les Causses », une petite région agricole occupant une grande partie centrale du département du Lot. En 2020, l'orientation technico-économique de l'agriculture sur la commune est la viticulture.
|               | 1988 | 2000 | 2010 | 2020 |
| ------------- | ---- | ---- | ---- | ---- |
| Exploitations | 19   | 13   | 11   | 10   |
| SAU (ha)      | 460  | 381  | 375  | 337  |

Le nombre d'exploitations agricoles en activité et ayant leur siège dans la commune est passé de 19 lors du recensement agricole de 1988 à 13 en 2000 puis à 11 en 2010 et enfin à 10 en 2020, soit une baisse de 47 % en 32 ans. Le même mouvement est observé à l'échelle du département qui a perdu pendant cette période 60 % de ses exploitations,. La surface agricole utilisée sur la commune a également diminué, passant de 460 ha en 1988 à 337 ha en 2020. Parallèlement la surface agricole utilisée moyenne par exploitation a augmenté, passant de 24 à 34 ha.

## Culture locale et patrimoine

### Lieux et monuments
- Nombreuses propriétés viticoles,

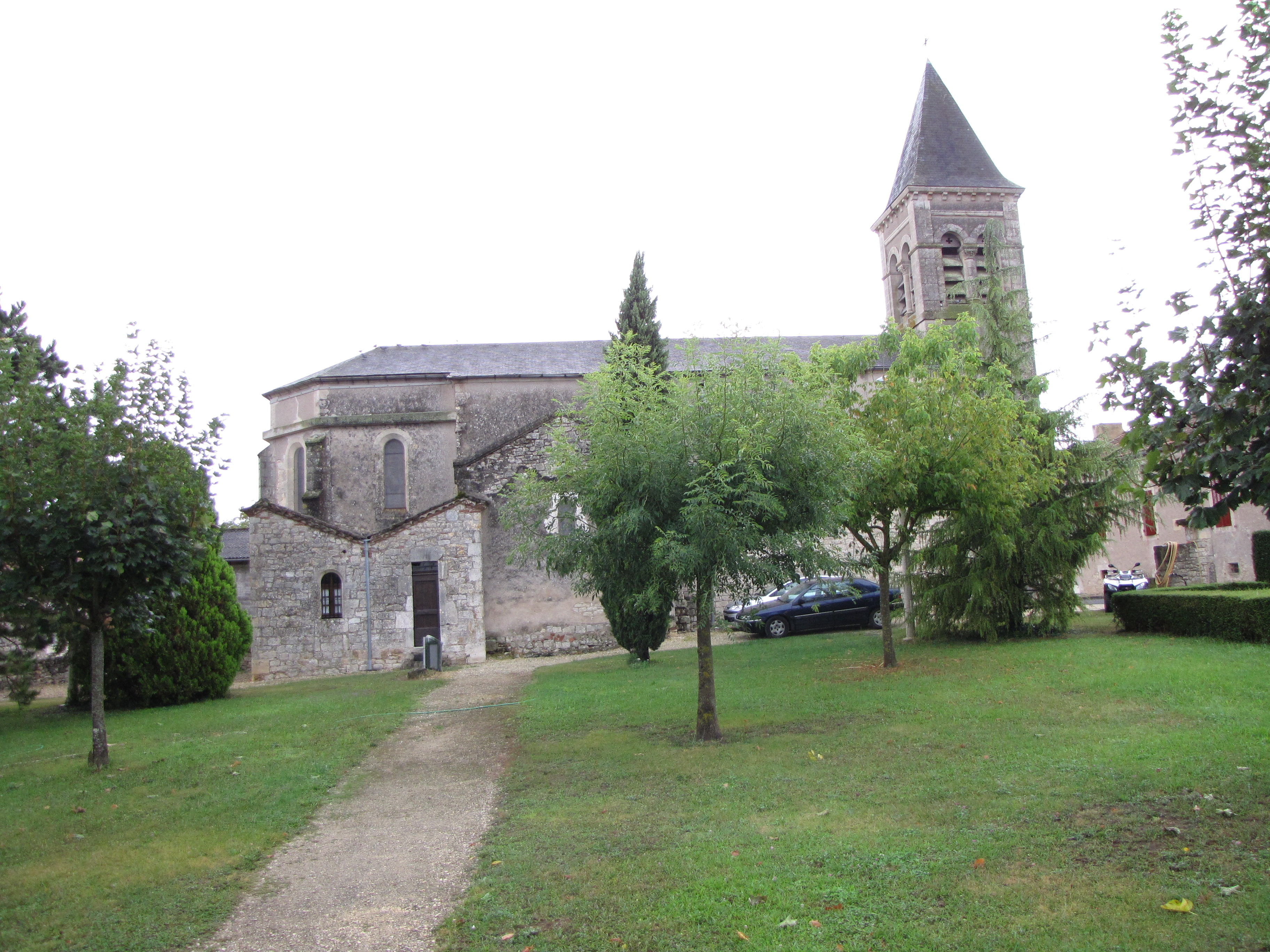
Église de Lacapelle-Cabanac.

- Ruines du village d'Orgueil (domaine du repaire d'Orgueil),
- Église paroissiale Saint-Avit,
- Chapelle de Cabanac qui se trouve sur la commune de Mauroux.
- Four à pain[35].

### Personnalités liées à la commune
- Jacques Mombet médecin de la Fédération française de rugby à XV.

### Au cinéma
Le Sang de la vigne (Chaos dans le vin noir Saison 5 (2014/2015))

## Pour approfondir